# Kateř Tureček
Kateř Tureček (* 1993 Kyjov) je nebinární osoba působící na poli filmové režie, taktéž se věnuje pedagogice a angažuje se v queer aktivismu.

## Život
Kateř Tureček prožil dětství v Kyjově. Podle vlastních slov bylo jeho zdejší vyrůstání náročné, přesto se označil za „nejvíce kyjovského člověka ever“ (tj. vůbec). I skrze vlastní uměleckou tvorbu si našel cestu zpět ke svému rodišti. V současnosti se v Kyjově nachází neformální umělecká skupina, ve které je kromě Tureček například Barbora Lungová nebo Marie Čmelíková, a spojení jsou také s fotografem Miroslavem Tichým. Spojuje je velmi expresivní estetika, což Tureček přisuzuje vlivu kyjovského folklóru, rituálnosti či barev.
Studoval teorii a dějiny dramatických umění na Univerzitě Palackého v Olomouci a absolvoval magisterské studium na Katedře dokumentární tvorby na FAMU. Dlouhodobě se vůči FAMU staví kriticky. Přeje si, „aby komunikovaly ven i jiný věci než to, že někdo vyhraje nějakou soutěž nebo cenu. Na té škole vznikají skvělé filmy, které ale nejspíš nikdo neuvidí.“

## Filmová tvorba
Tvorba Kateř Tureček je silně autorská. Věnuje se zejména tabuizovaným společenským tématům. V rozhovoru na otázku, zda je film Lidi (2022) aktivistický, se Tureček vyjádřil: „Jestli vnímáš, že to, že jsem nebinární člověk, je nějakým způsobem politikum, tak v tu chvíli ano – je to aktivistické.“ Své filmy má ve zvyku uchopovat velmi konceptuálně a udělat si spoustu rešerší na dané téma před natáčením scén. Ve svých dokumentech upřednostňuje spíš participující přístup než čistě observační metodu. Kromě toho, že nezaujaté pozorování Tureček příliš nebaví, považuje také vědomé vstupování do reality za etičtější.
Snímky Kateř Tureček Iluze (2018) a Lidi (2022) byly nominovány na Mezinárodním festivalu dokumentárních filmů v Jihlavě v kategorii Česká radost na cenu Nejlepšího českého dokumentárního filmu.[zdroj?]

### Iluze (2018)
Film je pojat jako počítačová hra, která je strukturována do několika úrovní. Diváci při procházení jednotlivými úrovněmi hry postupně odkrývají aspekty současné maďarské společnosti a politiky Viktora Orbána zprostředkované skrze všednodenní scény. Snímek vznikl jako osobní reportáž během ročního studijního pobytu Tureček v Budapešti. Podle vlastního vyjádření Tureček je snímek subjektivně pojatý, postavený na emocích a na příbězích, nejedná se o investigativní žurnalistiku.

### Proč se cítím jako kluk? (2019)
Dokument Proč se cítím jako kluk? (2019) je krátkometrážní film, který otevírá společenskou debatu o coming outu a institucionálním uznání práv transgender lidí. Jeho protagonista, šestnáctiletý Ben, se vypořádává s překážkami, před které ho jako trans chlapce vyrůstajícího v malé vesnici na Vysočině staví společnost. Tureček si pohrává se samotným médiem a ukazuje, jak je pro Bena jediným útěkem ke štěstí online svět či klíčovací technologie, která pomáhá ztvárnit jeho představy o vysněné budoucnosti.
Dnes se Tureček staví k filmu kriticky. Je názoru, že stejně řada dalších dokumentů nahlíží na život transgender člověka spíše přes všechny problémy, kterými si prochází, a zachycuje více dysforii než euforii. Z pohledu Tureček byl tento přístup přímo transfobní. To se v novějším filmu Lidi (2022) pokusil změnit.

### Lidi (2022)
Absolventský film je intimní a do značné míry autobiografickou výpovědí o životě trans a nebinárních lidí v České republice. Kromě toho, že se jedná o nejvíce autorský počin Kateř Tureček, snímek také mění dosavadní elitářský přístup k filmařině a snaží se ho lidskostí přiblížit co nejširšímu publiku. Tureček si myslí, že se jedná o emancipující dílo, protože jde o první český film o transgender lidech natočený transgender člověkem. Před jeho natáčením sepsal manifest, ve kterém jasně stanovil, že chce pro film stoprocentní kvóty a emancipovat jej i v kontextu lidí, kteří se podílejí na jeho tvorbě. Každá z postav dostala do ruky svoji vlastní kameru, aby mohla zprostředkovat své vidění reality. Tímto způsobem je zajištěna emancipace v prostoru a demokratičnost toho, kdo co vnímá. Podle Tureček je čistý a konvenční film elitní záležitost a svým dílem se tak vymezuje proti hierarchickému filmovému systému, kapitalismu i cisheteronormativitě.
Z formálního hlediska je film mozaikovitě zpracován a obsahuje mnoho volných asociací. Ke ztvárnění vnitřního prožívání queer postav například používá 3D animaci. Také pomocí ní zrekonstruovali vystoupení Miloše Zemana na Letenské pláni na podzim 1989 skrze fiktivní postavu Mili Zemanů. Pravěká symbolika zase naráží na to, že kolonizace vymýtila všechny gendery kromě mužského a ženského, přitom staré civilizace pravděpodobně nevěděly, že existuje muž a žena. Spojuje se i s aktuální potřebou kmenovosti, protože emancipovat se osamotě je pro queer lidi extrémně obtížné. Silným motivem ve filmu je také folklór, na který Tureček tentokrát volí pozitivnější optiku než ve své předchozí filmové tvorbě.
Pro autorství bylo jednou z nejdůležitějších věcí vytvořit bezpečný prostor pro marginalizované skupiny na setu. Proto také každý natáčecí den začínal povídáním si o tom, jak se všichni mají, a končil zpětnou vazbou, s jakými pocity lidé z práce odcházejí.

### Filmografie
- Márfi (2012)
- Metrix (2013)
- Strip (2015)
- Bezobratlí (2015)
- Na králíka (2016)
- Lenko (2016)
- Tradice (2017)
- Iluze (2018)
- Proč se cítím jako kluk? (2019)
- Rumunská čítanka (2020)
- Lidi (2022)

## Aktivismus
Tureček spolupracuje rovněž s různými neziskovými organizacemi. Je například součástí výboru organizace Trans*parent, která kromě šíření osvěty také usiluje o prosazování práv a pozitivních společenských změn ve prospěch transgender, nebinárních a intersex osob. Další spoluprací je audiovizuální platforma Remízek na podporu biologické rozmanitosti založená Kryštofem Zvolánkem.